# 格拉西莫夫电影学院

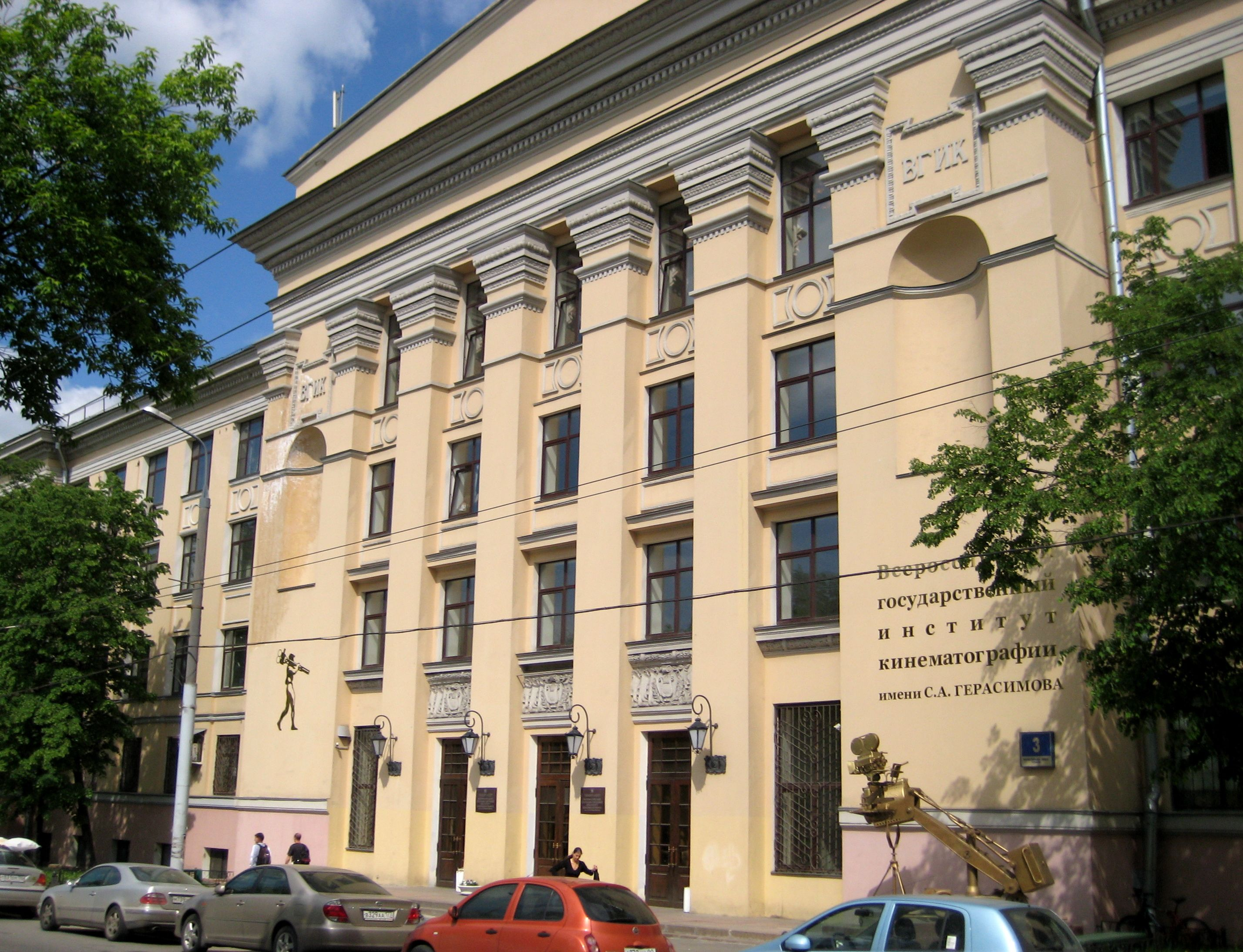
格拉西莫夫电影学院 (2008)

全俄國立格拉西莫夫电影学院（羅馬化：Vserossiyskiy gosudarstvennyy universitet kinematografii imeni S. A. Gerasimova），1934年至1991年间称全联盟国立电影学院（俄语：Всероссийский государственный университет кинематографии имени С. А. Герасимова），是一所位于俄罗斯莫斯科的电影学院，以谢尔盖·格拉西莫夫命名。

## 历史
建立于1919年，是世界上最早的电影学院。曾在此任教的导演有：列维·库勒修、谢尔盖·米哈依洛维奇·爱森斯坦、米哈伊尔·伊里奇·罗姆、弗谢沃罗德·普多夫金，知名校友有谢尔盖·邦达尔丘克、谢尔盖·帕拉杰诺夫、亚历山大·索科洛夫等。